# Zoon Tisje

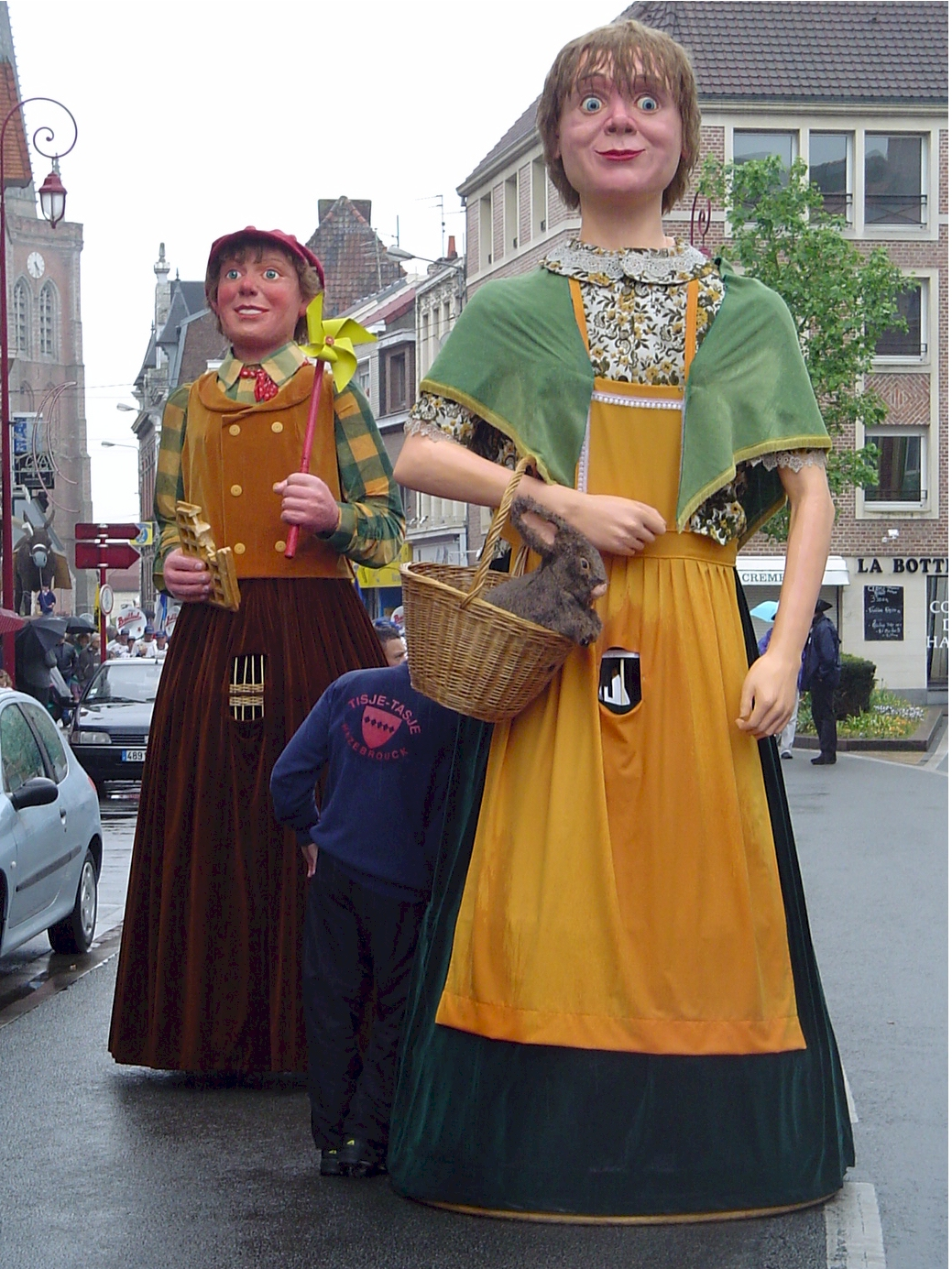
Babe Tisje et à l'arrière plan, Zoon Tisje

De son vrai nom Jacques Louis Napoléon Vangrevelinghe, c'est le fils de Tisje Tasje et également le frère de Babe Tisje. Il fut érigé en géant en 1998 par Stéphane Deleurence pour représenter la ville d'Hazebrouck. Il a dans la main droite une gaufre: "wafel" et dans la main gauche, un moulinet d'enfant rappelant l'importance du vent en Flandre. 
Dimensions : hauteur : 3,20 m, poids : 47 kg, porté par un seul homme. 